# Izotopová analýza uhlíku
Izotopová analýza uhlíku (anglicky Stable Carbon Isotope Ratio Analysis, zkráceně SCIRA) je analytická metoda používaná k měření poměru stabilních izotopů uhlíku – 12C a 13C organických i anorganických látek. Tento poměr se často vyjadřuje jako relativní odchylka od mezinárodního standardu ve formě tzv. delta notace (δ13C), uváděné v promile (‰).

## Obecný princip
Stabilní izotopy uhlíku se v přírodě vyskytují v poměru přibližně 12C : 13C = 98,9 : 1,1. Různé biologické a geochemické procesy však vedou k frakcionaci izotopů, tedy k jejich nerovnoměrnému zastoupení ve výsledných produktech. Tento jev lze využít k identifikaci původu látek nebo k rekonstrukci přírodních procesů.
Rozdíly v izotopovém složení jsou obvykle velmi malé, a proto se poměr vyjadřuje jako relativní odchylka δ13C vůči mezinárodnímu standardu (VPDB – Vienna PeeDee Belemnite). Jednotkou je promile (‰):
δ13C = ((R_vzorku / R_standardu) – 1) × 1000
kde R je poměr 13C/12C.

## Použití
Izotopová analýza uhlíku se využívá v mnoha oborech, např. v geochemii, paleontologii, potravinářství. Slouží k výzkumu složení, procesu distribuce chemických prvků a jejich izotopů, geologického a životního prostředí, k odhalování falšování potravin.

### Ověřování pravosti medu
Jedním z příkladu praktického využití izotopové analýzy uhlíku je ověřování pravosti medu a detekce přídavku cizorodých cukrů.
Rostliny využívají dvě hlavní dráhy fotosyntézy:
- C3 rostliny (např. květiny, většina stromů) – typické pro mírné pásmo; vykazují nižší δ13C hodnoty (obvykle –24 až –28 ‰).
- C4 rostliny (např. kukuřice, cukrová třtina) – typické pro tropické oblasti; vykazují vyšší δ13C hodnoty (–10 až –16 ‰).

Vzhledem k tomu, že pravý med pochází převážně z C3 rostlin, má i jeho izotopový profil odpovídat tomuto spektru. Pokud je do medu přidán cukerný sirup vyrobený z C4 rostlin (např. kukuřičný sirup s vysokým obsahem fruktózy – HFCS), dojde ke zvýšení hodnoty δ13C celkového vzorku.
Kromě toho se měří δ13C v:
- cukerné frakci medu,
- bílkovinné frakci (pochází z nektaru a metabolitů včel).

Výrazný rozdíl mezi těmito hodnotami může indikovat přídavek cizích cukrů. Tato metoda je standardizována v rámci mezinárodních norem (např. AOAC 998.12) a je uznávaným nástrojem pro detekci falšování medu.

### Související šlánky
- Analýza stabilních izotopů uhlíku a dusíku